# Mr. Bean
Mr. Bean je popularna britanska humoristična serija i istoimeni glavni lik te serije. Prvi se put pojavila na TV-u 1. siječnja 1990. godine kao suradnja između Rowana Atkinsona, Richarda Curtisa i Robina Driscolla. Snimljeno je samo 15 polusatnih epizoda, a bila je to najuspješnija serija desetljeća i bila je gledana u više od 190 zemalja u cijelom svijetu.
Zadnja epizoda je snimljena 15. studenog 1995.
U Hrvatskoj se počela emitirati na HTV-u krajem 1990-ih, a zatim 18. ožujka 2004. na Novoj TV.

## Likovi

### Mr. Bean
Mr. Bean ima jedinstven način pristupanju svakodnevnim problemima na humorističan način. On je dobroćudni, simpatični čovjek koji živi sam u svom malom stanu u Higburyju, u sjevernom Londonu. On misli dobro, ali ponekad u neznanju ispadne bezobziran. Kako se navodi u filmu Bean: Film potpune katastrofe on je „dijete u tijelu čovjeka“. Njegova genijalnost često dovodi do rješenja problema na humorističan način (npr. bojenje stana stavljanjem eksploziva u posudu boje). U seriji ga tumači ujedno i glavni tvorac Mr. Beana, Rowan Atkinson. Uvijek je odjeven u smeđe odijelo od tvida, tanku crvenu kravatu i malčice, za njega, prekratke crne hlače, te crne cipele. Rijetko govori, a i kad govori, govori komično niskom frekvencijom glasa, pomalo mrmljajući.
Najčešće se nađe u smiješnoj situaciji kad je posrijedi problem koji pokušava riješiti, problem drugih ljudi koji on ne razumije, te njegova sitničavost. Često nije svjestan načina na koji svijet funkcionira.
Njegovi najbolji „prijatelji“ su njegov plišani medvjedić Tedy, te njegov žuti automobil. Između ostalih tu je i njegova djevojka Irma Gobb.
U uvodnoj špici pojavi se svjetlo na ulici i Mr. Bean pada s neba, što aludira na to da je on kao izvanzemaljac.

### Teddy
Teddy je plišani medvjedić Mr. Beana. Smatra se njegovim najboljim prijateljem. Teddy je smeđe boje, oči su mu dva bijela gumba, a nos mu je crn. Udovi su mu u obliku kobasica i često u seriji bude oštećen, najčešće na Beanovim putovanjima.
Iako je Teddy plišani medo, Mr. Bean se prema njemu odnosi kao prema živom biću. Kupuje mu božićne poklone, pazi da ga ne probudi i sl. 
Mr. Bean često priča s Teddyjem ili na njemu „testira“ nešto, koristi ga kao npr. četku. U tim situacijama Teddyju otpadne glava ili ud.

### Irma Gobb
Irma Gobb je Mr. Beanova djevojka, koja se pojavila u nekoliko epizoda. Upoznali su se u lokalnoj knjižnici. Mr. Bean se prema njoj odnosi vrlo neobzirno. Prestala se pojavljivati u seriji nakon što joj je Mr. Bean za Božić, u epizodi Sretan Božić, Mr. Bean poklonio sliku, a ona je očekivala da će joj kupiti prsten i zaprositi je. Poslije se pojavila u animiranoj seriji.
Lik Irme Gobb u seriji tumači Matilda Ziegler. 

### Mr. Beanov automobil
Mr. Beanov automobil je britanski British Leyland Mini 1000 iz 1977. U prvoj epizodi, Beanov automobil je bio narančaste boje, međutim biva uništen već na kraju iste epizode. Od tad Mr. Bean vozi automobil limeta boje s crnim poklopcem. Mr. Bean svoj automobil zaključava bolt-kvakom i lokotom. Registracijska pločica mu je SLW 287R. Također, jedna od smiješnih stvari u vezi ovog automobila je to što Mr. Bean svaki put nosi upravljač sa sobom, umjesto da koristi ključeve. To radi da mu ne bi ukrali automobil.
Mr. Beanov automobil uvijek udari ili sabotira plavi Reliant Regal Supervan s tri kotača.

## Povijest Mr. Beana
Lik Mr. Beana je nastao dok je Rowan Atkinson studirao na Sveučilištu Oxford. Skeč s likom je izveden 1980. u Edinburghu. Lik sličan Beanu, imena Robert Box, kojeg je glumio Atkinson, pojavio se 1979. u ITV-ovom sitcomu Canned laughter.
Na festivalu komedije u Montrealu, u Kanadi, dok su koordinatori predložili da Atkinson nastupa, on je izrazio želju da nastupa na francuskom jeziku, a ne na engleskom. Atkinsonov skeču nije imao razgovora na francuskom, ali je želio da testira nijemi lik Mr. Beana na međunarodnoj publici.

## Popis epizoda
- Mr. Bean
- Povratak Mr. Beana
- Prokletstvo Mr. Beana
- Mr. Bean ide u grad
- Nevolja Mr. Beana
- Mr. Bean ponovno ide
- Sretan Božić, Mr. Bean
- Mr. Bean u sobi 426
- Pazite na bebu, Mr. Bean
- Uradi sam, Mr. Bean
- Natrag u školi, Mr. Bean
- Čaj, Mr. Bean
- Laku noć, Mr. Bean
- Frizuru napravio Mr. Bean iz Londona

## Proizvodnja i emitiranje
Seriju je producirao Tiger Television, poslije preimenovan u Tiger Aspect za ITV Thames Television od 1990. Do 1992., a Central Television od 1993. do 1995.
Nakon prvotnog prikazivanja, serija je ponavljana u više navrata na satelitskim kanalima: Telemundo u SAD-u, Nickelodeon i CCE u Velikoj Britaniji, te Disney Channelu Aziji. U Hrvatskoj se serija emitirala na Novoj TV prvi put 18. ožujka 2004., te s emitiranjem završila 2005., a zatim se opet pojavila 2008. godine. Na novom kanalu Doma TV počela se emitirati u 2012. godini.

## Animirana serija
Animirani Mr. Bean je nastao 2002. godine. Također, kao ni u seriji, ni u animiranom filmu nije bilo dijaloga, osim Beanovog mumljanja. Napravljene su 52 epizode crtića od 2002. do 2004. godine, a serija se vraća na male ekrane u veljači 2015. godine, s 52 nove epizode. Atkinson je morao ponovno odglumiti sve epizode, kako bi lik u crtiću imao identične pokrete kao i u seriji.
Pored Mr. Beana, Teddyja i Irme u crtiću se pojavljuju i dva nova lika: Mr. Beanova stanodavka, gospođa Wicket i njena zla jednooka mačka, Scrapper.

## Filmovi

### Bean: Film vrhunske katastrofe
Film Bean: Film vrhunske katastrofe, također poznat kao Bean ili Mr. Bean: Film snimljen je 1997. godine. Najava filma je glasila: Budite uplašeni. Budite vrlo uplašeni. Mr. Bean ima putovnicu. Autori su htjeli dovesti omiljenog lika iz TV serije na filmska platna.
U ovom filmu Mr. Bean je čuvar u muzeju u Engleskoj i pošalju ga u SAD gdje misle da je on stručnjak za umjetnost. Pored Beana postoji i drugi glavni lik, David Langley, kojeg tumači Peter MacNicol.
Film je režirao Mel Smith, a sam film je koštao 250 milijuna dolara.

### Mr. Bean na praznicima
2005. godine počele su nagađanja da će se uskoro snimati novi film o Mr. Beanu, naravno, s Atkinsonom u glavnoj ulozi. To se pokazalo točnim. Snimanje je započelo 15. svibnja 2006. godine. Film se počeo pojavljivati u kinima u ljeto 2007. godine. Film je režirao Steve Bandelack.
Radnja se odvija kad Mr. Bean osvoji na lutriji kameru i put u Francusku, na festival u Cannesu, gdje treba provesti tjedan dana na odmoru.

## Nagrade i nominacije

### Nominacije
Mr. Bean je tri puta bio nominiran za BAFTA nagradu: 1991., 1992., 1994.

### Nagrade
- 1990.: Zlatna ruža
- 1995.: CableACE
- 2000.: Oskar za najjboljeg glumca

## Vanjske poveznice
- Službena stranica  Arhivirana inačica izvorne stranice od 26. srpnja 2010. (Wayback Machine)
- Mr. Bean na IMDb